# Немиринцы (Миролюбненская сельская община)
Немиринцы (укр. Немиринці) — село в Хмельницком районе Хмельницкой области Украины.
Население по переписи 2001 года составляло 359 человек. Почтовый индекс — 31170. Телефонный код — 3854. Занимает площадь 1,561 км². Код КОАТУУ — 6824286201.

## Местная власть
31160, Хмельницкая обл., Хмельницкий р-н, с. Миролюбное